# Melixanthus jordanicus
Melixanthus jordanicus is een keversoort uit de familie bladkevers (Chrysomelidae). De wetenschappelijke naam van de soort werd in 1979 gepubliceerd door Lopatin.